# Mi amiga del alma
Mi amiga del alma fue una telenovela colombiana de Producciones PUNCH que fue transmitida por el Canal A en 1996. Protagonizada por Tania Fálquez, Ernesto Tapia y Adriana Blandon.

## Sinopsis
Las dos chicas son las mejores amigas del mundo, pero cuando Helena se enamora del esposo de Bertha, Alejandro, las cosas cambian irremediablemente.
Finalmente, Bertha muere a causa de una penosa enfermedad y aparentemente le queda el camino libre a Helena y Alejandro. No obstante, ese nuevo amor tendrá muchos ataques de la adversidad de la vida.

## Elenco
- Tania Fálquez - Helena
- Ernesto Tapia- Alejandro
- Adriana Blandon- Bertha Guzmán
- Margalida Castro - Rosa Violeta Guzmán
- Astrid Junguito - Estricta del Solar
- Victoria Góngora - Piedad
- Javier Montoya - Felipe
- Sandra Guzmán - Sara
- John Jairo Jaimes - Santiago